# Nagroda Miasta Kielce
Nagroda Miasta Kielce – nagroda przyznawana od 1995 roku osobom bądź grupom, które przyczyniły się do promocji i rozwoju Kielc.
Nagroda przyznawana jest przez prezydenta miasta w porozumieniu z konwentem Rady Miejskiej. Otrzymać ją mogą osoby indywidualne, jak i grupy. Wręczenie statuetek, dyplomów, złotych spinek i nagród pieniężnych odbywa się w Kieleckim Centrum Kultury. Zgodnie z regulaminem: „Nagroda indywidualna nie może być wyższa niż 3-krotne przeciętne wynagrodzenie miesięczne za trzeci kwartał danego roku, obwieszczone przez Prezesa Głównego Urzędu Statystycznego”.
Zgodnie z uchwałą Rady Miejskiej w Kielcach kandydatów do 15 stycznia każdego roku mogą zgłaszać: przewodniczący Rady Miejskiej, komisje Rady Miejskiej, kluby radnych Rady Miejskiej, prezydent miasta, organizacje gospodarcze, społeczne, zawodowe, związkowe, związki i stowarzyszenia twórcze, związki wyznaniowe, dyrektorzy i prezesi jednostek gospodarczych.
Przez piętnaście lat nagrodę otrzymało ponad 180 osób, firm, stowarzyszeń, klubów sportowych. Trzykrotnie zostali uhonorowani obcokrajowcy: w 1999 roku Belg Jan Toye – dyrektor generalny browaru Kielce, w 2003 roku Holender Bertus Servaas – właściciel VIVE Textile Recycling oraz prezes klubu piłki ręcznej Vive Kielce, w 2009 roku Izraelczyk Yaacov Kotlicki – biznesmen, kreujący pozytywny wizerunek Kielc w środowisku żydowskim.

## Laureaci
Opracowano na podstawie materiału źródłowego.
- 1995 – Waldemar Dutkiewicz, Wiesław Dzierżak, Stanisław Góźdź, Marian Grzesik, Lucyna Nowak, Andrzej Piasecki, Andrzej Ruciński, Edward Skotnicki, Ryszard Zbróg
- 1996 – Barbara Bukała, Henryk Kłaczkiewicz, Józef Korzeniowski, Edward Kusztal, Jerzy Kwiecień, Wiktor Pyk, Zygmunt Sikora, Zbigniew Wójcik, Iskra Kielce, Redakcja „Echa Dnia”
- 1997 – Henryk Frąckiewicz, Marian Jaworski, Ryszard Kasperek, Wiktor Kozubek, Adam Massalski, Marek Jerzy Olbrycht, Jacek Wąsik, Witold Zaraska, Adam Zych
- 1998 – Maciej Borowski, Irena Borowska, Ryszard Czarny, Jerzy Kapuściński, Janina Marek, Halina Obręcka, Bronisław Opałko, Andrzej Rembelski, Jacek Szrek, Michał Pańka, Ryszard Zbróg, Józef Szczepańczyk, Mariusz Olszewski, Henryk Długosz, Czesław Dawid, Jerzy Strzelec, Maria Fołtyn, Szymon Kawalla, Andrzej Ruciński, Joanna Wiśniewska
- 1999 – Stanisław Adamczak, Zbigniew Chodak, Helena Gontarz, Lech Hamera, Artur Jaroń, Leszek Kumański, Michał Sołowow, Anna Sowa, Elżbieta Szlufik, Jan Toye, Andrzej Trzeciakiewicz, Bractwo Andrzejowe
- 2000 – Andrzej Jankowski, Zbigniew Judycki, Krzysztof Klicki, Stanisław Nyczaj, Rafał Olbiński, Małgorzata Olejnik, Wojciech Płaza, Stanisław Szczepaniak, Krystyna Ściwiarska, Piotr Wollenberg, Jarosław Łysek, Andrzej Konopacki
- 2001 – Jerzy Daniel, Ryszard Antoni Mazur, Bronisław Mazurek, Alojzy Oborny, Stanisław Rajch, Roman Smolarski, Wiesław Stróżyk, Stanisław Szrek, Wojciech Walkiewicz, Adam Wolski, „Echo Dnia”
- 2002 – Alicja Adamczak, Tadeusz Dziekan, Mariusz Gromek, Marcin Krzemiński, Stanisław Matejkiewicz, Urszula Oettingen, Jan Śledzianowski, Wiesław Trąmpczyński, Mikołaj Woźniak, Jerzy Zawadzki, Hufiec ZHP w Kielcach
- 2003 – Marek Adamczak, Sławomir Bursztein, Kazimierz Gul, Krzysztof Jackowski, Tomasz Raczyński, Urszula Radziszewska, Bertus Servaas, ks. Leszek Skorupa, Ludmiła Worobec-Witek, Wacław Woźniak, Stowarzyszenie Forum Pracodawców
- 2004 – Bogdan Białek, Bogdan Klikowicz, Zbigniew Książek, Maria Kurowska, Krzysztof Miklaszewski, Andrzej Mroczek, Stanisław Słowik, Georg Swoboda, Jan Tokarz, Kazimierz Załęski, PKS Rodzina Kielce
- 2005 – Grzegorz Dudek, Stefan Karski, Janusz Król, Bronisław Miszczyk, Alicja Piłat, Ewa Robak, Piotr Rubik, Mirosława Sarna, Janina Halina Zgadzaj, Koalicja Osiedlowa Bezpieczne Sandomierskie, Zespół „Uśmiech”
- 2006 – Waldemar Bartosz, Andrzej Drapała, Przemysław Gosiewski, Koło 4 Pułku Piechoty Legionów AK, Elżbieta Kozyra, Andrzej Metzger, Adam Myjak, Anna Piasecka, Paweł Pierściński, Jacek Rogala, Kolporter Korona Kielce
- 2007 – Janusz Banatkiewicz, Andrzej Banatkiewicz, Wacław Mozer, Małgorzata Nita, Regina Renz, Alojzy Sobura, Maciej Solarz, Mirosław Szczukiewicz, Paweł Tkaczyk, Beata Wożakowska-Kapłon, Józef Żukowski, ZDZ w Kielcach
- 2008 – Jan Glinczewski, Sławomir Golemiec, Wiesław Jasiczek, Marek Maciągowski, Antoni Pawłowski, Radio Kielce, Marek Sochacki, SUPON sp. z o.o. Przedsiębiorstwo Handlowo-Techniczne, Marek Tercz, Fundacja Vive Serce Dzieciom, Świętokrzyski Klub „Amazonki”
- 2009 – Małgorzata Biesaga, Renata Drozd, Jan Józef Kasprzyk, Vive Targi Kielce, Yaacov Kotlicki, Tadeusz Kucharzyk, Tadeusz Robak, Zbigniew Rogala, Tomasz Rowiński, Stowarzyszenie Pomocni w Drodze „Rafael”, PSS Społem
- 2010 – Leszek Bukowski, Stanisław Florek, Jan Garycki, Anna Kantyka-Grela, Kielecki Teatr Tańca, ks. Stanisław Kowalski, Roman Ostrowski, Marian Patrzałek, Stanisław Słonina, Józef Włodarczyk, Wytwórcza Spółdzielnia Pracy „Społem”
- 2011 – Maria Kowalska, Barbara Szabat, Tadeusz Jóźwik, Zofia Wieczorek-Nowak, Ryszard Mikurda, Kazimierz Pasternak, Jacek Semaniak, ks. Władysław Sowa, Krzysztof Orkisz, Witold Zatosńki, Zespół Szkół Sióstr im. św. Jadwigi Królowej
- 2012 – Alfred Domagalski, Jan Jasiński, Włodzimierz Kiniorski, ks. Jacek Kopeć, Kornelia Major, Małgorzata Rupniewska, Jacek Sęk, Andrzej Słomski, Zygmunt Wójcik, Zdzisław Wójtowicz, Kieleckie Centrum Kultury
- 2013 – Bogumił Bujak, Stanisław Garbacz, ks. Andrzej Kaszycki, Andrzej Kozieja, Zbigniew Jan Mielczarek, Jerzy Misiak, Grzegorz Nowaczek, Kazimierz Pela, Iwona Rojek, Kazimierz Gustaw Zemła, Związek Literatów Polskich – Oddział w Kielcach
- 2014 – Krzysztof Błaszkiewicz, Piotr Burda, Iwona Godek, Kazimierz Gruszczyński, Andrzej Karyś, ks. Marian Królikowski, Maksymilian Materna, Paweł Pietrusiński, Bolesław Rylski, Elżbieta Śreniawska, Projekt Wielki Test Wiedzy o Kielcach
- 2015 – Zbigniew Batorski, Leszek Ciesek, Stanisław Kowalczyk, Jaromir Kruk, Danuta Półrola-Parol, ks. Kazimierz Ryczan, Wojciech Stachurski, Andrzej Szołowski, Janusz Wróblewski, Danuta Żbikowska, Parafia św. Franciszka z Asyżu w Kielcach
- 2016 – Krzysztof Borowiec, Jerzy Chrobot, Halina Bożena Dobrowolska, Stanisław Głuszek, ks. Jan Iłczyk,  Ireneusz Janik, Krzysztof Kutnowski, Andrzej Piskulak, S. Nazarena Scopelliti, Ryszard Śmietanka-Kruszelnicki, Klub Sportowy VIVE-Tauron Kielce
- 2017 – Zdzisław Antolski, Krzysztof Borek, Henryk Dłużewski, Robert Kotowski, Piotr Kowalczyk Tau, Antoni Bolesław Nowak, Zygmunt Pańszczyk, Włodzimierz Pawłowski, Krzysztof Słoń, ks. Grzegorz Ziarnowski, Kielecka Fabryka Pomp „Białogon” S.A.
- 2018 – Alicja Fojcik, Michał Bednarski, Aleksandra Klusek-Gębska, ks. Jan Oleszko, Ewa Parkita, Włodzimierz Pawlik, Wojciech Rokita, Stanisław Rupniewski, Arkadiusz Szostak, Jarosław Skulski, Studio Tańca i Stylu „Rewanż”, Letni Klub Śniadaniowy
- 2019 – ks. Krzysztof Banasik, Ewelina Gronowska, Tomasz Irski, Cezary Jastrzębski, Anna Łakomiec, Janina Łucak, Piotr Restecki, Maksym Rzemiński, Janusz Wiśniewski
- 2020 – Anna Zielińska-Brudek, Barbara Biskup, Janusz Buczkowski, Dagmara Domińczyk, Kamila Drezno, ks. bp Marian Florczyk, Jerzy Michta, Sławomir Miecek, Gabriel Moćko, Aneta Oleszek, Andrzej Ordysiński, „Armia Hani”
- 2021[3] – Kamil Pacholec, Krzysztof Bracha, Grażyna Szkonter, Halina Rutecka, s. Hanna Szmigielska, Janusz Ryszard Kowalczyk, Karolina Wilczyńska, Karol Fijałkowski, Andrzej Borys, Stowarzyszenie Ochrony Dziedzictwa Narodowego. Nagroda Specjalna: Regionalne Centrum Krwiodawstwa i Krwiolecznictwa w Kielcach
- 2022[4][5] – Barbara Burczyk, Jakub Galiński, Anita Parkita, Marcin Patrzałek, Jakub Porada, Katrina Sadrak i Rafał Urbański, Aleksandra Sapiaska, Marta Sawicka-Jaworska, Dariusz Grzegorz Stępień, Renata Wicha. Nagrody Specjalne: Konstanty Kamionka, Stowarzyszenie Integracja Europa – Wschód oraz Zakład Doskonalenia Zawodowego w Kielcach
- 2023[6][7] – Marek Banasik, Andrzej Białek, Jerzy Daniel, ks. dr hab. Rafał Dudała, Alicja Obara, Paulina Papka, ks. prof. Stefan Radziszewski, Jan Sajnok, dr n. med. Grzegorz Świercz, Nagroda Zbiorowa – dr n. med. Sławomir Okła i dr n. med. Kamil Michta, Nagroda Specjalna – Fabet-Konstrukcje Sp. z o.o.
- 2024[8] – Teresa Bielińska, Mirosław Bieliński, prof. dr hab. inż. Mieczysław Poniewski, dr hab. Marta Pawlina-Meducka, Marian Kubik, Marian Orliński, dr Daniel Wolder, Michał Kotański, Mateusz Pakuła, Łukasz Ciszek, Kielecka Masa Krytyczna